# Carl Alexander Engel
Carl Alexander Engel, född 20 september 1818 i Helsingfors, död där 31 juli 1843, var en finländsk arkitekt.
Engel, som var son till arkitekten Carl Ludvig Engel och Charlotta Sofia Barth, blev elev vid Intendentkontoret 1835, dimitterades privat och var inskriven vid Helsingfors universitet 1835–1841. Han var verksam som extra ordinarie arkitekt vid Intendentkontoret och ledde, efter faderns frånfälle, restaureringen av Kejsarens palats, nuvarande Presidentens slott, i Helsingfors.